# Categories for the Working Mathematician
Categories for the Working Mathematician (deutsch Kategorien für die arbeitende Mathematikerin) ist ein mathematisches Lehrbuch über Kategorientheorie von Saunders MacLane, der das Teilgebiet zusammen mit Samuel Eilenberg begründete. Durch dessen abstrakte Verallgemeinerung der motivierenden Zusammenhänge aus der Algebraischen Topologie, wie etwa dass singuläre Homologie ein Funktor ist, zeigte sich schnell die Anwendung in zahlreichen anderen Teilgebieten der Mathematik, was ein Lehrbuch erforderlich machte.
Kategorientheorie wurde im Jahr 1945 begründet, Categories for the Working Mathematician wurde im Jahr 1971 geschrieben und im Jahr 1998 um zwei weitere Kapitel ergänzt, um neu hinzugekommene Themen wie monoidale Kategorien aufgrund der Relevanz für Topologische Quantenfeldtheorie und Stringtheorie abzudecken. Obwohl kommutative Diagramme bereits früher in der mathematischen Literatur verwendet wurden, etwa mindestens ab Einführung in die mathematische Philosophie von Bertrand Russell aus dem Jahr 1919, machte das Lehrbuch deren heute nicht mehr aus dem Gebiet wegzudenkende Verwendung breit bekannt. Obwohl das Werk als Standardliteratur für Kategorientheorie gilt, werden einige Konventionen heute fast nicht mehr verwendet. Etwa bezeichnet Saunders MacLane injektive und surjektive Homomorphismen in konkreten Kategorien, also den auf Mengen basierenden, jeweils als Mono- und Epimorphismen und diese dafür als monisch und episch.